# Real to Me
Real to Me is een nummer van de Ierse zanger Brian McFadden uit 2004. Het is de eerste single van zijn eerste soloalbum Irish Son.
Van 1998 tot 2004 was McFadden lid van de boyband Westlife, maar daar was hij na zes jaar op uitgekeken. Hij wilde volwassener muziek gaan maken en vond de muziek van Westlife niet meer bij hem passen. De tijden waren immers veranderd en de boybands waren ingehaald door andere muziekgenres. In "Real to Me" kijkt McFadden dan ook terug op zijn tijd bij Westlife; hij zingt over zijn breuk met de band en het vinden van een individuele, eigen weg in het leven los van Westlife.
"Real to Me" werd in diverse Europese landen een hit. Zo bereikte het de nummer 1-positie in McFaddens thuisland Ierland. In het Nederlandse taalgebied was het succes iets bescheidener; met een 16e positie in de Nederlandse Top 40, en in Vlaanderen een 5e positie in de Tipparade.

## Tracklijst
- Cd-single

1. "Real to Me" - 3:45
2. "Oblivious" - 3:15
3. "Walking Disaster" - 3:41